# Ashete Bekere
Ashete Bekere Dido (geboren 17. April 1988) ist eine aus Äthiopien stammende Leichtathletin und Marathonläuferin.

## Sportliche Erfolge
Ashete Bekere hat sich als Leichtathletin auf Langstrecken spezialisiert. Seit 2011 startet sie international bei Marathonläufen.
Den Reims-Marathon 2011 lief sie in 2:33:56 h zum vierten Rang, beim Rom-Marathon 2012 kam sie in 2:31:23 h auf Platz zwei, beim Tokio-Marathon 2016 erreichte sie mit einer Zeit von 2:25:50 h Platz sieben, beim Maratón Internacional de la Ciudad de México 2017 mit 2:38:46 h Platz zwei.
Im April 2019 entschied sie in 2:22:55 h den Rotterdam-Marathon für sich. Beim 46. Berlin-Marathon am 29. September 2019 siegte die damals 31-Jährige in persönlicher Bestzeit mit 2:20:14 h im Zielspurt und verwies ihre Landsfrau Mare Dibaba in 2:20:21 h auf den zweiten Platz.

### Persönliche Bestzeiten
(Stand: 9. Oktober 2023)

- Halbmarathon: 1:06:37 h, 16. Februar 2020, Barcelona
- Marathonlauf: 2:17:58 h, 6. März 2022, Tokio

## Sportliche Erfolge
| Datum/Jahr    | Rang | Wettbewerb           | Austragungsort | Zeit    | Bemerkung    |
| ------------- | ---- | -------------------- | -------------- | ------- | ------------ |
| 29. Sep. 2019 | 1    | Berlin-Marathon      | Berlin         | 2:20:14 |              |
| 7. Apr. 2019  | 1    | Rotterdam-Marathon   | Rotterdam      | 2:22:55 |              |
| 2. Dez. 2018  | 1    | Valencia-Marathon    | Valencia       | 2:21:14 |              |
| 2017          | 1    | Lanzhou-Marathon     | Lanzhou        | 2:32:03 |              |
| 4. Juni 2016  | 1    | Budweis-Halbmarathon | Budweis        | 1:10:40 | Halbmarathon |
| 6. Okt. 2013  | 1    | Košice-Marathon      | Košice         | 2:27:47 |              |
| 10. Jan. 2013 | 1    | Tiberias-Marathon    | Tiberias       | 2:40:22 |              |